# レフ・クレショフ
レフ・ウラジミロヴィチ・クレショフ（ロシア語: Лев Владимирович Кулешов, 1899年1月13日 - 1970年3月29日）は、ソビエト連邦の映画監督、脚本家、美術デザイナー、編集技師、俳優、映画理論家である。クレショフ効果で知られる。

## 人物・来歴

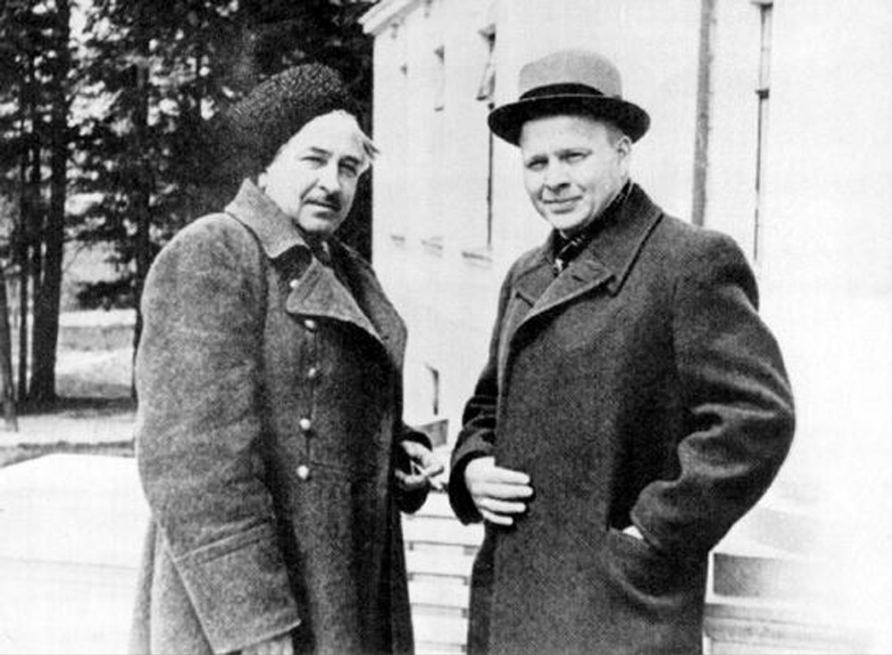
スタラヤ・ラドガ 創造の家（Staraya Ladoga House of Creativity）付近でのレフ・クレショフ（左）とアルカージイ・ペトロービッチ・ガイダール（Arkady Gaidar）。1941年5月

1899年1月13日、ロシア帝国（現在のロシア）のタンボフに生まれる。
1917年、18歳のころ、エフゲーニー・バウエルを師とし、美術監督として映画に関わる。翌1918年、初めて映画監督として映画を演出する。1924年に監督した『ボリシェヴィキの国におけるウェスト氏の異常な冒険』は、世界中で公開された。
1943年、ソ連軍のための映画を監督したのを最後に、映画製作から退く。
1964年、博物学博士号を授与される。1966年、ヴェネツィア国際映画祭で審査員を務めた。1969年、ソ連人民芸術家の称号を受ける。ほかにもレーニン勲章、赤旗労働英雄勲章受章を受章している。
1970年3月29日、モスクワで死去した。満71歳没。

## おもなフィルモグラフィ
- Жизнь трех Дней : 監督アレクサンドル・ゴロモフ、1917年 - 美術監督
- Тень любви : 監督アレクサンドル・ゴロモフ、1917年 - 美術監督
- Король Парижа : 監督エフゲーニー・バウエル / オルガ・ラフマノヴァ、1917年 - 美術監督
- Черный Любовь : 監督ウラジミール・ストリジェフスキー、1917年 - 美術監督・出演
- 『幸福を求めて』 За счастьем : 監督エフゲーニー・バウエル、1917年 -美術デザイナー・出演（画家エンリコ役）
- Сумерки : 監督アンドレイ・グロモフ、1917年 -美術デザイナー
- 『警鐘』 Набат : 監督エフゲーニー・バウエル、1917年 - 美術監督
- Вдова : 監督フョードル・コミサルジェフスキー、1918年 - 美術監督
- Sliakot bulvarnaia : 監督不詳、1918年 - 美術監督
- Проект инженера : 1918年 - 監督・美術監督・編集
- Мисс Мери : 監督ボリス・チャイコフスキー、1918年 - 美術監督
- Песни любви : 1918年 - 監督・出演
- На красном фронте : 1920年 - 監督・脚本・出演（ポーランド農民役）
- 『ボリシェヴィキの国におけるウェスト氏の異常な冒険』 Необычайные приключения мистера Веста в стране Большевиков : 1924年 - 監督
- Луч смерти : 1925年 - 監督・出演
- По закону : 1926年 - 監督・脚本
- Паровоз No. 10006 : 1926年 - 監督
- Ваша знакомая : 1927年 - 監督・編集

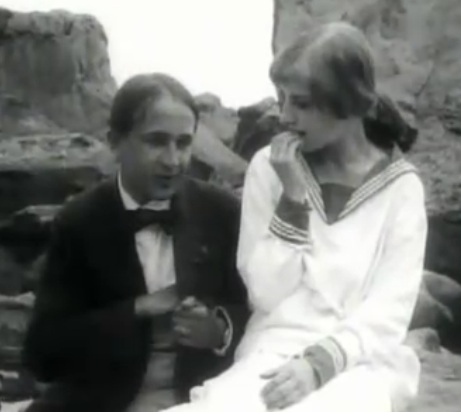
レフ・クレショフ、映画『Za schastem』（1917年）でタシア・ボーマン（Tasya Borman）と共演。

- レフ・クレショフ、映画『Za schastem』（1917年）でタシア・ボーマン（Tasya Borman）と共演。『陽気なカナリヤ』 Весёлая канарейка : 1929年 - 監督・編集
- Два-бульди-два : 1929年 - 監督
- Саша : 監督アレクサンドラ・ホフロワ、1930年 - 脚本
- Сорок сердец : 1931年 - 監督
- Горизонт : 1932年 - 監督・脚本
- Великий утешитель : 1933年 - 監督・脚本・美術監督
- Дохунда : 1934年 - 監督
- Кража зрения : 監督レオニード・オボレンスキー、1934年 - 製作統括
- Сибиряки : 1940年 - 監督・編集
- Случай в вулкане : 1941年 - 監督
- Клятва Тимура : 1942年 - 監督・編集
- Мы с Урала : 1943年 - 監督
- Boyevoy kinosbornik 13 : 1943年 - 監督